# Giedrius Arlauskis
Giedrius Arlauskis   (Telšiai, 1 de desembre de 1987) és un futbolista lituà de la dècada de 2010.
Pel que fa a clubs, destacà a Unirea Urziceni, Rubin Kazan, Steaua București i Watford FC. El gener de 2016 fou cedit al RCD Espanyol, però no gaudí de gaire minuts.
Fou internacional amb la selecció de futbol de Lituània.

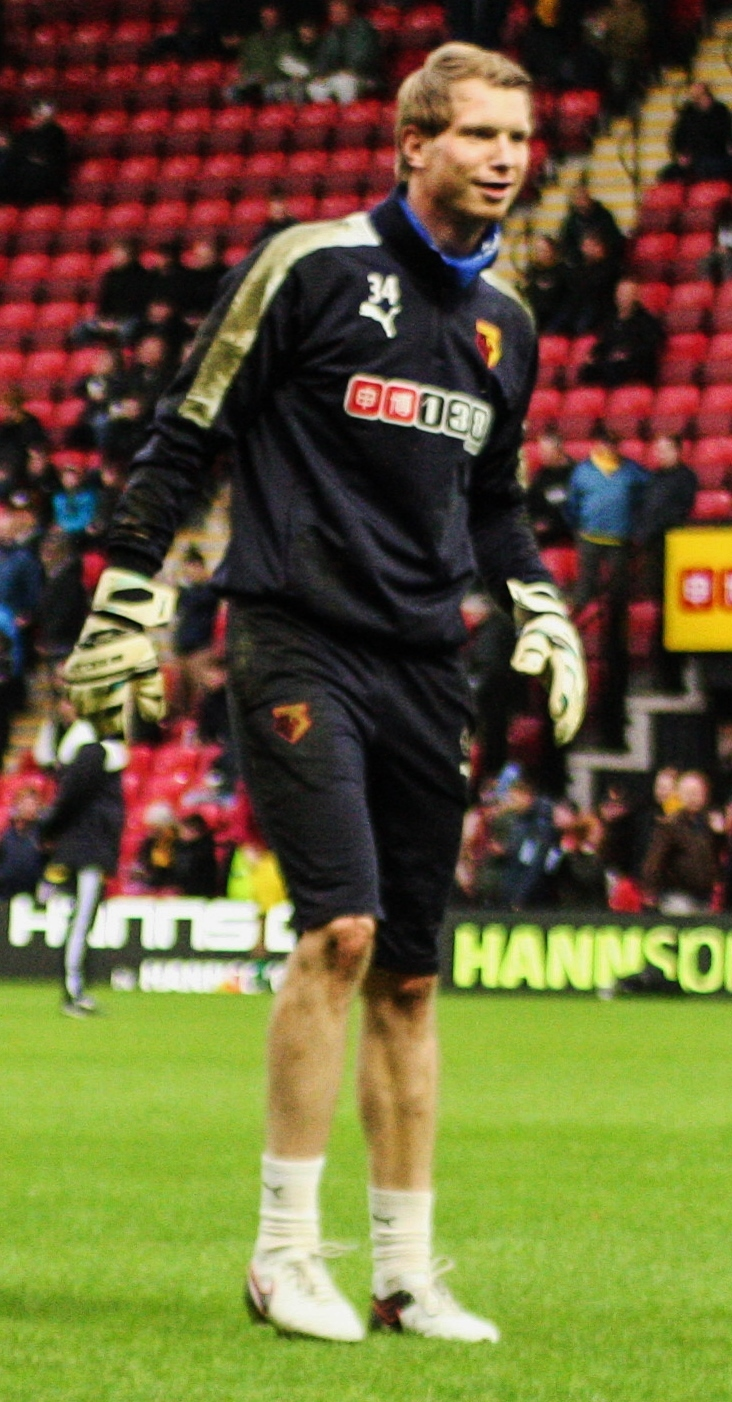
Arklauskis al Watford.